# Сан-Франсиску-Пернамбукану (мезорегион)

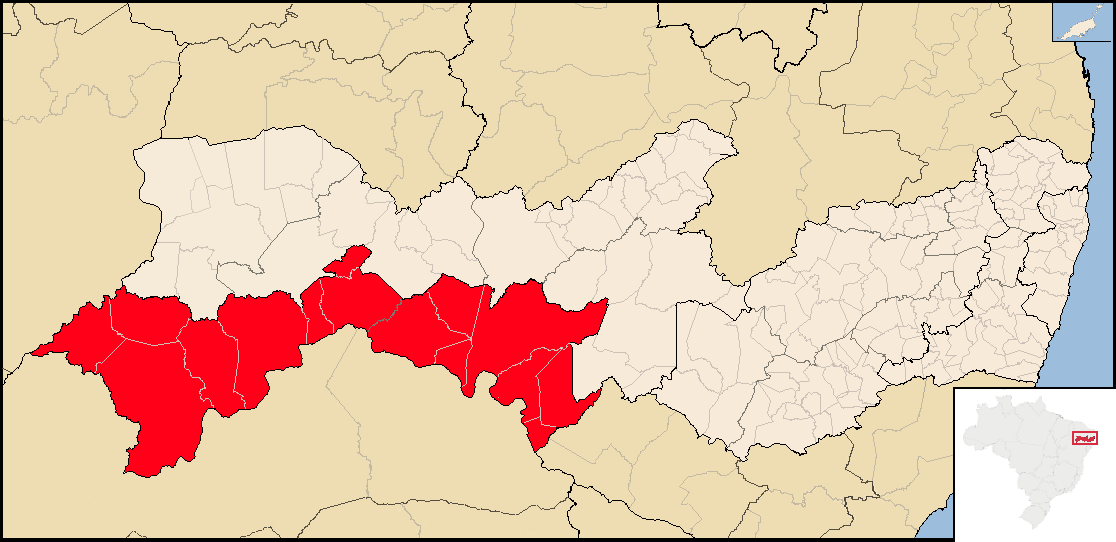
Сан-Франсиску-Пернамбукану на карте.

Сан-Франсиску-Пернамбукану (порт. Mesorregião do São Francisco Pernambucano) — административно-статистический мезорегион в Бразилии, входит в штат Пернамбуку.Население составляет 578 203 человека на 2010 год. Площадь — 24 457,516 км². Плотность населения — 23,64 чел./км².

## Демография
Согласно сведениям, собранным в ходе переписи 2010 г. Национальным институтом географии и статистики (IBGE), население мезорегиона составляет:
| Полное население                            | Полное население                            | Полное население                            | Полное население                            | 578 203 |
| ------------------------------------------- | ------------------------------------------- | ------------------------------------------- | ------------------------------------------- | ------- |
| в том числе:                                | Городское население                         | 362 941                                     | Процент городского населения, %             | 62,77   |
|                                             | Сельское население                          | 215 262                                     | Процент сельского населения, %              | 37,23   |
|                                             | Мужское население                           | 284 648                                     | Процент мужского населения, %               | 49,23   |
|                                             | Женское население                           | 293 555                                     | Процент женского населения, %               | 50,77   |
| Плотность населения, чел/км²                | Плотность населения, чел/км²                | Плотность населения, чел/км²                | Плотность населения, чел/км²                | 23,64   |
| Население мезорегиона в % к населению штата | Население мезорегиона в % к населению штата | Население мезорегиона в % к населению штата | Население мезорегиона в % к населению штата | 6,57    |

## Статистика
- Индекс развития человеческого потенциала на 2000 год составляет 0,656 (данные: Программа развития ООН).

## Состав мезорегиона
В мезорегион входят следующие микрорегионы:
1. Итапарика
2. Петролина